# Hodina hudby

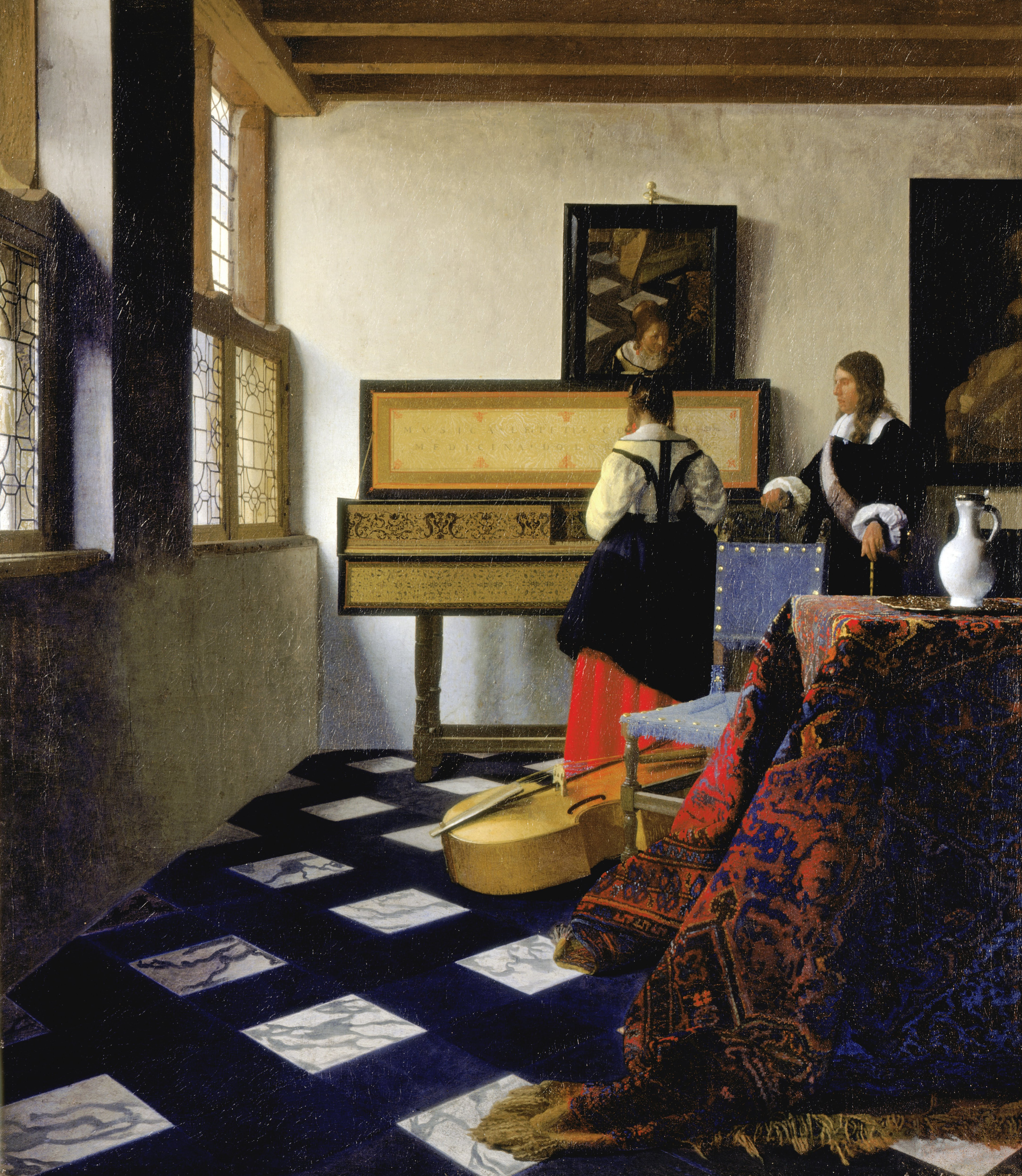
Jan Vermeer, Lekce hudby, cca 1659-1664

Hodina hudby (nizozemsky De muziekles) – obraz Jana Vermeera datovaný do let 1659-1664. Plátno je signováno (IVMeer); signatura se nachází vpravo, na rámu zachyceného obrazu.

## Historie
První zmínka o obraze se objevuje v roce 1696, kdy byl prodán spolu s dalšími Vermeerovými díly jako součást sbírky holandského typografa Jacoba Dissiuse. Později, v roce 1718, ho získal benátský malíř Giovanni Antonio Pellegrini, jehož celou sbírku posléze koupil britský konzul Joseph Smith.
Obraz je v současné době součástí britských královských sbírek (The Royal Collection) a nachází se v Buckinghamském paláci v Londýně. Pro královské sbírky ho zakoupil britský král Jiří III., ovšem jako přívažek k souboru knih, jehož byl součástí a jež krále více zajímaly. Kvůli špatné interpretaci signatury byl obraz původně označen jako dílo Franse van Mierise staršího (1635-1681), teprve roku 1866 v něm francouzský historik umění a sběratel Étienne Thoré-Bürger rozpoznal dílo Jana Vermeera.

## Popis
Na obraze (olej na plátně, výška 73,3 cm, šířka 64,5 cm) je znázorněn výjev odehrávající se v bohatém, jasně osvětleném interiéru poblíž oken. Výjev je vzdálen od diváka; v popředí stojí stůl, pokrytý pestrobarevným kobercem (turecké koberce byly v té době příliš vzácné, než aby jimi byla pokryta podlaha), za ním pak židle s modrým čalouněním. Na stole stojí na plochém stříbrném talíři džbánek z bílého porcelánu se stříbrným víčkem, vedle stolu leží na podlaze z velkých černých a bílých mramorových dlaždic viola da gamba. U stěny proti divákovi stojí druhý hudební nástroj – virginál, spinet či klavesin, na němž hraje stojící žena, která je k divákovi obrácená zády, jejíž obličej je však vidět v zrcadle, zavěšeném nad klavesinem. Na otevřeném víku nástroje je zřetelně vidět latinský nápis: MUSICA LETITIAE CO[ME]S / MEDICINA DOLOR[IS] (Hudba je společnicí v radosti a lékem na bolest). Další osobou, již malíř na obraze zachytil, je elegantně oblečený muž, naslouchající hudbě, jehož šerpa a vycházková hůl naznačují jeho vysoké společenské postavení.
Na stěně vpravo je vidět část obrazu, nejpravděpodobněji Caritas Romana (Římské milosrdenství) ve stylu Caravaggia. Výjev představuje uvězněného, k smrti hladem odsouzeného Cimona, jehož krmí vlastním mlékem jeho dcera Pero.